# Franzosenwoog-Tunnel
Der Franzosenwoog-Tunnel ist einer von insgesamt zwölf Tunneln der aus der Pfälzischen Ludwigsbahn hervorgegangenen Bahnstrecke Mannheim–Saarbrücken und nach dem Eisenkehl-Tunnel ihr zweitkürzester. Seinen Namen verdankt er dem nahegelegenen, heute jedoch nicht mehr existierenden Franzosenwoog.

## Lage
Der Tunnel befindet sich beim Streckenkilometer 56,0 auf der Gemarkung der Ortsgemeinde Hochspeyer, deren Siedlungsgebiet rund zwei Kilometer westlich liegt. Nächstgelegene Bahnstation in westlicher Richtung ist der Bahnhof Hochspeyer und im Osten der Bahnhof Frankenstein. Parallel zur Bahnstrecke verläuft in diesem Bereich die Bundesstraße 37. Der Tunnel selbst kürzt eine Schleife des Hochspeyerbach ab. Obwohl ursprünglich nur eingleisig ausgeführt, wurde das Planum der Strecke schon wenige Jahre später zweigleisig ausgebaut.

## Geschichte
Am 21. Dezember 1837 erteilte der bayerische König Ludwig I. dem Bau einer Magistrale in Ost-West-Richtung von der Rheinschanze nach Bexbach grünes Licht. Zwischen Neustadt und Frankenstein mussten für den Anstieg zahlreiche Hügel und Ausläufer von Bergen überwunden werden. Dies erforderte in diesem Bereich den Bau eines 79 Meter kurzen Tunnels. Bereits seit 1847 war der Verkehr von Ludwigshafen nach Neustadt eröffnet worden, 1848 folgte in zwei Etappen der Abschnitt Homburg–Frankenstein einschließlich des Franzosenwoog-Tunnels als einem von zwei seinesgleichen am 2. Dezember des Jahres.
Da die Magistrale von Mannheim nach Saarbrücken schon immer für den Fernverkehr eine große Bedeutung besaß, wurde sie ab 1960 schrittweise elektrifiziert. Der Köpfle-Tunnel musste für die Elektrifizierung aufgeweitet werden. Dies verzögerte die Fertigstellung des elektrischen Betriebes, der schließlich ab dem 12. März 1964 auf gesamter Länge aufgenommen werden konnte.